# Ministério dos Povos Indígenas
| Ministério dos Povos Indígenas |                       |
| Esplanada dos Ministérios      |                       |
| Criação                        | 1 de janeiro de 2023  |
| Logotipo institucional         |                       |
| Logotipo institucional         |                       |
| Atual ministra                 | Sônia Guajajara       |
| Orçamento                      | R$ 641 milhões (2023) |

O Ministério dos Povos Indígenas é um ministério do Poder Executivo do Brasil presidido pela ativista Sônia Guajajara, cujas atribuições são: garantir aos indígenas acesso à educação e saúde, demarcar terras indígenas e combater o genocídio deste povo. O órgão foi criado no terceiro governo Lula em resposta às reivindicações históricas do movimento indígena (sendo o primeiro ministério criado dedicado aos povos originários).
As prioridades e estrutura do Ministério vem sendo elaborados no Grupo Temático dos Povos Indígenas criado durante a transição governamental após a eleição presidencial de 2022, que possui, entre seus objetivos, a revogação das medidas estabelecidas no Governo Bolsonaro relativas à demarcação e o uso dos territórios indígenas.

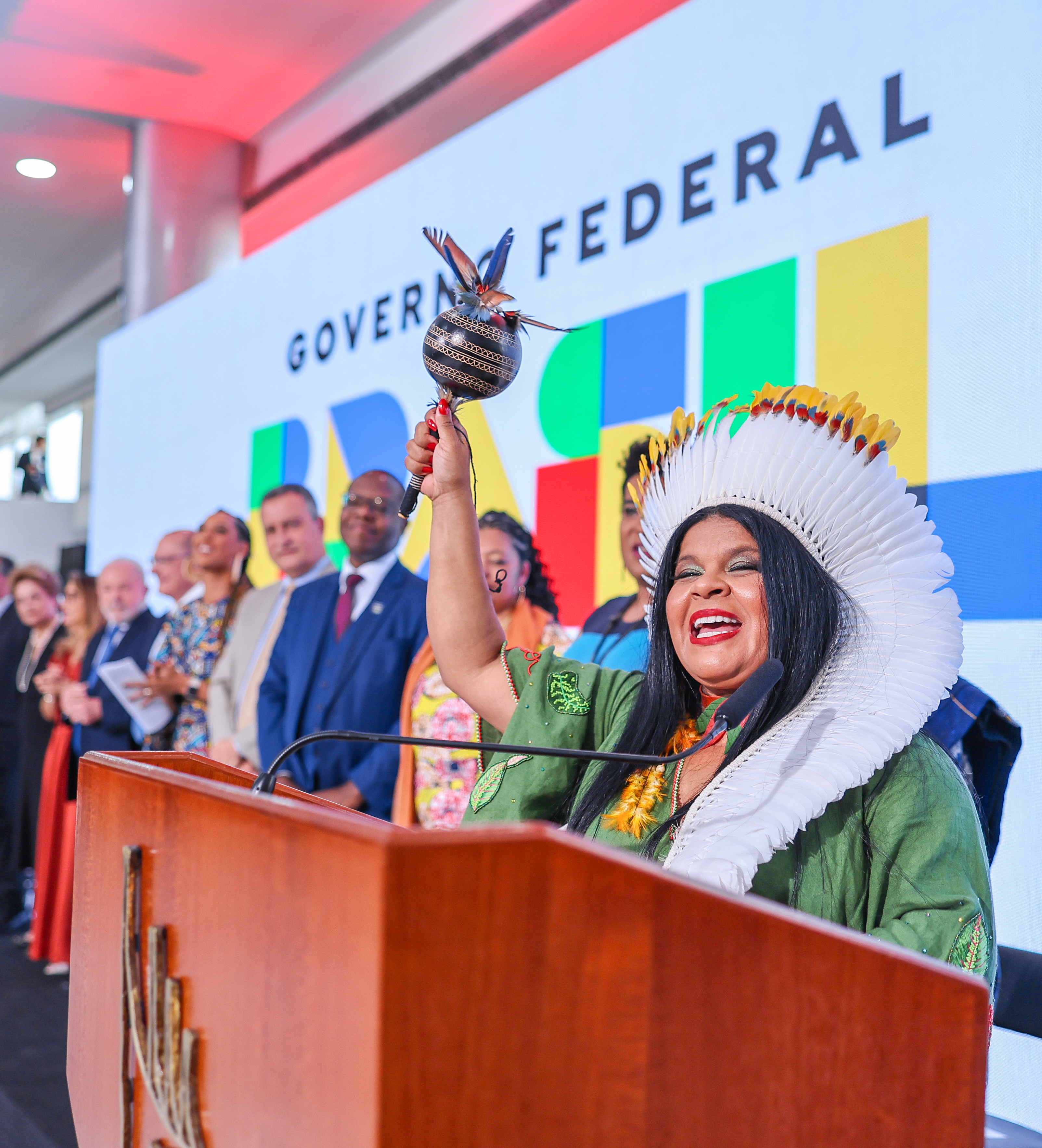
Sônia Guajajara, atual Ministra de Estado dos Povos Indígenas.

Está previsto que a Fundação Nacional dos Povos Indígenas (FUNAI) será transferida para este Ministério, tendo sido convidada para presidi-la a advogada Joênia Wapichana, deputada federal por Roraima entre fevereiro de 2019 e janeiro de 2023.

## Competências administrativas
O Ministério dos Povos Indígenas tem como área de competência a política indigenista, o reconhecimento, a garantia e a promoção dos direitos dos povos indígenas, o reconhecimento da demarcação, da defesa, do usufruto exclusivo e da gestão das terras e dos territórios indígenas, o bem viver dos povos indígenas, a proteção dos povos indígenas isolados e de recente contato e, também, a execução em território nacional de acordos e tratados internacionais, em especial a Convenção nº 169 da Organização Internacional do Trabalho, quando relacionados aos povos indígenas.

## Estrutura organizacional

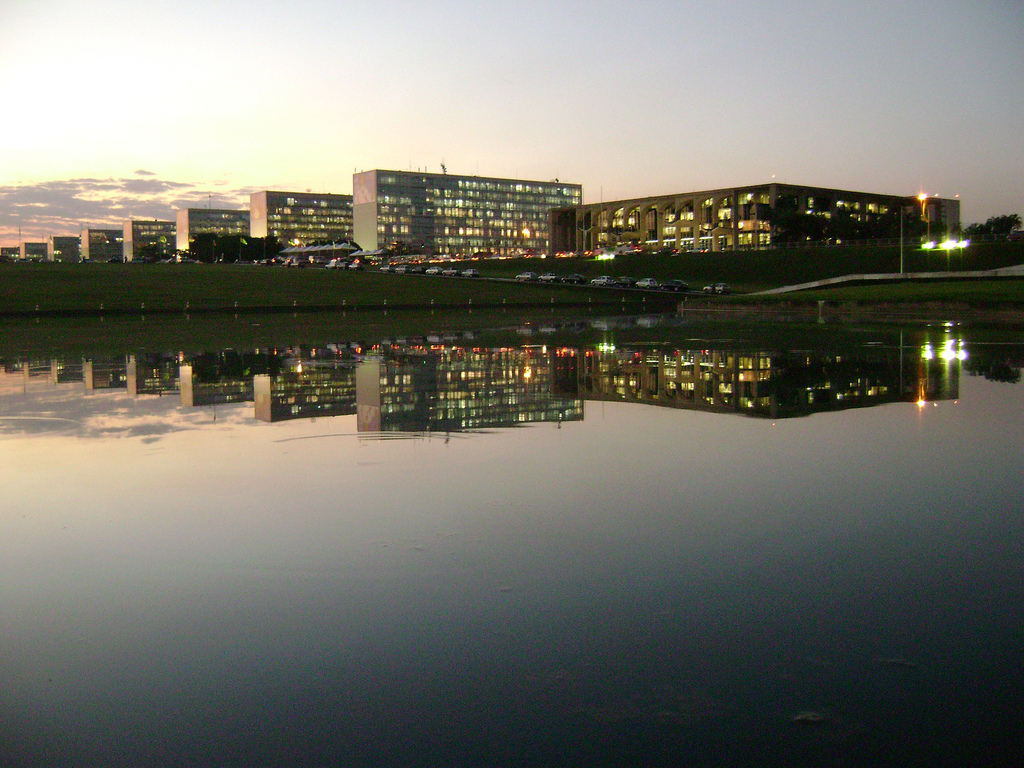
Esplanada dos Ministérios refletida na piscina do Congresso Nacional em Brasília, Brasil

A deputada federal Sônia Guajajara é a atual ministra e foi nomeada pelo presidente Luiz Inácio Lula da Silva e assumiu o cargo em 1 de janeiro de 2023 no Palácio do Planalto.
O Ministério dos Povos Indígenas tem sua atual estrutura organizacional disciplinada pelo Decreto federal nº 11.355, de 1º de janeiro de 2023, e compreende os seguintes órgãos e unidades administrativas:
- Órgãos de assistência direta e imediata: 
  - Gabinete da Ministra;
  - Secretaria-Executiva;
  - Departamento de Mediação e Conciliação de Conflitos Fundiários Indígenas;
  - Consultoria Jurídica (CONJUR);
  - Corregedoria;
  - Ouvidoria;
  - Assessoria Internacional;
  - Assessoria Especial Assuntos Parlamentares e Federativos;
  - Assessoria de Participação Social e Diversidade;
  - Assessoria Especial de Comunicação Social; e
  - Assessoria Especial de Controle Interno (AECI).
- Órgãos específicos singulares: Secretarias temáticas que formam o segundo escalão do governo federal (estas se subdividem em Departamentos especializados que formam o terceiro escalão); Atualmente, o Ministério possui os seguintes órgãos singulares:
  - Secretaria de Direitos Ambientais e Territoriais Indígenas;
    - Departamento de Demarcação Territorial; e
    - Departamento de Proteção Territorial e de Povos Indígenas Isolados e de Recente Contato;

  - Secretaria de Gestão Ambiental e Territorial Indígena;
    - Departamento de Gestão Ambiental, Territorial e Promoção ao Bem Viver Indígena; e
    - Departamento de Justiça Climática; e

  - Secretaria de Articulação e Promoção de Direitos Indígenas;
    - Departamento de Promoção da Política Indigenista; e
    - Departamento de Línguas e Memórias Indígenas;
- Órgãos colegiados: Conselho Nacional de Política Indigenista (CNPI); e
- Entidade vinculada: Fundação Nacional dos Povos Indígenas (Funai).

### Composição atual dos principais dirigentes deste Ministério
Em 6 de fevereiro de 2023, a composição dos principais dirigentes deste Ministério era formada pelos seguintes cargos:
| Cargo público                                              | Nome              | Profissão e/ou formação acadêmica                                                       | Etnia      | Referências |
| ---------------------------------------------------------- | ----------------- | --------------------------------------------------------------------------------------- | ---------- | ----------- |
| Ministra de Estado                                         | Sônia Guajajara   | enfermeira e deputada federal                                                           | Guajajara  | [ 2 ]       |
| Secretário-Executivo                                       | Eloy Terena       | advogado com pós-doutorado em antropologia                                              | Terena     | [ 9 ]       |
| Secretária de Direitos Ambientais e Territoriais Indígenas | Kerexu Yxapyry    | cacica, professora, gestora ambiental e ativista socioambiental                         | Guarani    | [ 10 ]      |
| Secretária de Gestão Ambiental e Territorial Indígena      | Ceiça Pitaguary   | ativista dos direitos indígenas                                                         | Pitaguaris | [ 11 ]      |
| Secretária de Articulação e Promoção de Direitos Indígenas | Juma Xipaia       | cacica, ativista socioambiental e estudante de medicina                                 | Xipaia     | [ 12 ]      |
| Chefe de Gabinete                                          | Joziléia Kaingang | Antropóloga doutoranda em Antropologia e ativista pelos direitos das mulheres indígenas | Kaingang   | [ 10 ]      |
| Presidente da FUNAI                                        | Joênia Wapixana   | advogada com mestrado em direito e ex-deputada federal                                  | Wapixana   |             |

## Opinião pública
De acordo com o advogado Eloy Terena, assessor jurídico da APIB:
| “                                 | Pela primeira vez, os povos indígenas vão ter a atenção que merecem. Isso é uma cobrança que há muito tempo vem sendo feita por parte dos povos indígenas e também por pressões internacionais. | ” |
| — Luiz Henrique Eloy Amado Terena | |   |

## Ministros
Os ministros e ministras:
| Nº | Foto | Nome            | Início               | Fim | Presidente                |
| -- | ---- | --------------- | -------------------- | --- | ------------------------- |
| 1  |      | Sônia Guajajara | 1 de janeiro de 2023 | —   | Luiz Inácio Lula da Silva |